# Condition des femmes au Soudan du Sud
La condition des femmes au Soudan du Sud est contrastée. Depuis l'indépendance du Soudan du Sud le 9 juillet 2011, ces femmes acquièrent plus de pouvoir, mais sont toujours confrontées à des problèmes d'inégalité. De nombreuses femmes de cette région n'ont pas un accès adéquat aux ressources de santé et à l'éducation,. Bien que ces femmes soient souvent confrontées à l'inégalité, des progrès sont réalisés depuis la déclaration officielle d'indépendance du Soudan du Sud. Ces dernières années, ces inégalités attirent l'attention du pays et la population s'intéressent davantage au problème du mariage des enfants auquel cette région est confrontée. Parallèlement, le pays commence à s'intéresser au niveau très élevé de la mortalité maternelle. Avec un taux de mortalité maternelle de 789 décès pour 100 000 naissances vivantes, le Soudan du Sud affiche l'un des taux les plus élevés au monde.

## Données démographiques
En 2018, la population totale du Soudan du Sud est de 12 919 053 habitants. Ces dernières années, la population masculine a dépassé la population féminine. En 2018, la population féminine est de 6 444 329 individus et la population masculine de 6 474 720 individus. Les femmes du Soudan du Sud représentent environ 42 % de la population totale du pays. Elles sont donc moins nombreuses que les hommes à cette date.
| Année | Femmes    | Hommes    |
| ----- | --------- | --------- |
| 2000  | 3 337 668 | 3 362 998 |
| 2005  | 4 045 798 | 4 063 072 |
| 2010  | 5 032 251 | 5 034 945 |
| 2015  | 5 950 069 | 5 932 058 |
| 2020  | 6 824 253 | 6 785 749 |

## Santé et éducation
Dans tout le Soudan du Sud, de nombreuses femmes n'ont pas la possibilité d'accéder à l'éducation et aux soins de santé. Selon la Banque mondiale, 51 % de la population du Soudan du Sud vit sous le seuil de pauvreté. En conséquence, de nombreuses femmes du Soudan du Sud n'ont pas la possibilité d'aller à l'école, elles doivent rester à la maison et aider leur famille, et sont donc analphabètes. Des mesures sont prises pour permettre à un plus grand nombre d'enfants d'aller à l'école, comme la création par le ministère sud-soudanais de l'Éducation, des Sciences et de la Technologie d'un système d'éducation pour les filles. Si les mesures prises par le ministère de l'Éducation, des Sciences et de la Technologie permettent d'augmenter la fréquentation scolaire, il reste encore un certain nombre d'enfants, en particulier des filles, qui ne peuvent pas aller à l'école parce que leur famille n'a pas les moyens de les y envoyer. Selon l'enquête de 2006 sur la santé des ménages, 46 % des femmes sans éducation sont mariées avant l'âge de 18 ans. Beaucoup de ces femmes sont mariées plutôt que d'aller à l'école et de s'instruire.
L'incapacité des femmes du Soudan du Sud à se protéger contre les infections sexuellement transmissibles est en partie lié à l'analphabétisme et au manque d'éducation. Seules 3 % des femmes sans éducation formelle et 2 % des femmes de la région la plus pauvre utilisent une forme de contraception, contre 22 % dans la région la plus riche. Le manque d'éducation des femmes de cette région influence directement leur santé. Moins de la moitié des femmes du Soudan du Sud ont entendu parler du sida et plus de 50 % d'entre elles ne connaissent pas les moyens de prévenir la maladie. En outre, de nombreuses femmes et jeunes filles doivent abandonner l'école pour se marier et n'ont donc pas la possibilité d'apprendre.
Selon l'enquête 2006 sur les ménages sud soudanais, le niveau d'éducation de la mère joue un rôle sur le poids de l'enfant. 35 % des enfants dont la mère n'a pas suivi d'enseignement formel présentent une insuffisance pondérale, contre 19 % seulement des enfants dont la mère a suivi un enseignement secondaire. L'enquête révèle également qu'en moyenne, 14 % des enfants du Soudan du Sud souffrent d'une grave insuffisance pondérale. Le pourcentage moyen d'enfants du Soudan du Sud souffrant d'un grave retard de croissance est de 18 %.

## Mariage et accouchement
Les mariages forcés et les mariages d'enfants sont très courants pour les femmes du Soudan du Sud et touchent la plupart des femmes de la région. Les mariages d'enfants sont souvent utilisés par les familles pour des raisons économiques. Comme la famille d'une femme reçoit une dot de la part du mari de sa fille, les parents ont intérêt à ce que leurs filles soient mariées très tôt à celui qui offre le plus. Ce prix de la mariée explique également pourquoi si peu de femmes divorcent au Soudan du Sud. En cas de divorce, la famille de la femme doit rembourser à la famille du mari la dot. Une autre raison de marier les filles jeunes est la crainte d'une grossesse hors mariage. Cela déshonore la famille, le but est donc de marier une fille avant qu'elle ne tombe enceinte. Bien qu'il existe des lois qui empêchent les mariages d'enfants, le gouvernement ne les fait guère respecter, de sorte que les gens ne s'y conforment souvent pas.
Au Soudan du Sud, les hommes contrôlent la famille et la politique et les femmes sont censées suivre leurs ordres. Le rôle d'une femme est de donner des enfants à son mari et ces femmes subissent des pressions de la part des membres de la famille de leur mari pour avoir autant d'enfants que possible. Les grossesses issues de mariages d'enfants entraînent également plus de complications à la naissance que les mariages avec des femmes plus âgées. De nombreuses femmes du Soudan du Sud ne disposent pas des ressources et des soins médicaux dont elles ont besoin pendant leur grossesse, de sorte qu'en cas de complications, les femmes risquent de ne pas être sauvées. En conséquence, le Soudan du Sud a l'un des taux de mortalité maternelle les plus élevés, avec un ratio de 789 décès pour 100 000 naissances vivantes,. En raison de l'absence de contraception et du fait que les femmes sont censées avoir autant d'enfants que possible, ce chiffre ne varie guère. La fistule obstétricale est une complication majeure à laquelle sont confrontées les femmes du Soudan du Sud. Chaque année, environ 5 000 femmes du Soudan du Sud souffrent de fistule obstétricale. La fistule est plus fréquente dans les régions où il n'y a pas de ressources médicales. Elle entraîne souvent la perte de l'enfant et le rejet de la femme par son mari et son entourage.

## Participation dans le gouvernement
Depuis la déclaration officielle d'indépendance du Soudan du Sud le 9 juillet 2011, 5 des 29 postes ministériels du gouvernement du Soudan du Sud sont occupés par des femmes. 10 des 28 postes de vice-ministre sont occupés par des femmes. Les femmes du Soudan du Sud sont également actives dans la lutte pour l'indépendance, en « fournissant de la nourriture et des abris » aux soldats et en « s'occupant des enfants » et des « héros et héroïnes blessés ». La formation de la Katiba Banat (« bataillon de femmes ») en est un exemple.

## Égalité des sexes
Bien que les droits des femmes et l'égalité des sexes soient garantis par la loi, le Soudan du Sud est une société très inégalitaire.

### Éducation
Une grande disparité entre les sexes existe au niveau de l'éducation. Le taux d'alphabétisation des femmes est de 16% alors que celui des hommes est de 40%. De plus, la majorité des femmes ne reçoivent jamais d'éducation. Une étude portant sur 490 personnes révèle que 64 % des femmes et 38 % des hommes n'ont jamais fréquenté l'école. La principale raison pour laquelle les filles ne vont pas à l'école est le mariage précoce, tandis que pour les garçons, c'est le coût élevé des frais de scolarité. En 2013, environ 45 % des filles sont mariées avant l'âge de 18 ans. Cela s'explique principalement par le fait que les hommes qui se marient doivent payer une dot à la famille de cette dernière. Il est très courant de recevoir des vaches en guise de dot. Cela incite les familles à vendre leurs filles lorsqu'elles connaissent des difficultés économiques. En outre, de nombreuses filles déclarent que leur cycle menstruel et le manque d'accès aux serviettes hygiéniques les empêchent d'aller à l'école (41 % des personnes interrogées dans le cadre de cette étude affirment qu'elles n'y ont pas accès). De plus, les longues distances à parcourir pour se rendre à l'école et le manque d'installations sanitaires peuvent entraîner des enlèvements, du harcèlement sexuel et d'autres formes de violence sexuelles. Le faible nombre d'enseignantes est un autre obstacle à l'éducation des filles. Moins de 10 % des enseignants sont des femmes, ce qui peut diminuer le sentiment de sécurité dans une société où la violence sexiste est très élevée, principalement concentrée sur les femmes et perpétrée par les hommes.

### Violences sexistes
La violence fondée sur le genre comprend le viol, l'agression sexuelle, la violence domestique, le meurtre, la torture, les crimes de guerre contre les enfants, le mariage forcé et d'autres formes de violence sexuelle. Selon les informations disponibles, 41 % des personnes ont été touchées par la violence fondée sur le genre au cours de l'année 2017. 70 % des personnes déclarent connaître quelqu'un qui en a été victime. Depuis que le conflit a éclaté en 2013, environ 20 % des filles et des femmes ont été violées ou agressées sexuellement et plus de la moitié des auteurs présumés sont des policiers ou des soldats en uniforme. Cependant, de nombreuses études montrent que les incidents de violence sexuelle sont largement sous-déclarés. En outre, il est prouvé que les troubles civils augmentent les violences sexistes au sein de la population. De 2016 à 2017, les incidents de violence sexuelle signalés ont augmenté de 60 %.

### Rôles genrés
L'inégalité des sexes et les rôles stricts des hommes et des femmes sont maintenus par le système social patriarcal strict. Ce système marginalise généralement les femmes dans les rôles de pouvoir et les emplois productifs rémunérés. On attend des femmes qu'elles assument le rôle de femmes au foyer. Elles sont chargées de fournir de la nourriture et de l'eau potable au ménage. Elles sont censées s'occuper des enfants, des personnes âgées et des malades. En raison des déplacements accrus de personnes touchées par le conflit, les femmes assument des responsabilités supplémentaires en matière de soins, étant donné que le nombre de membres de leur ménage augmente. En conséquence, le conflit accroit leurs responsabilités en matière de reproduction, ce qui limite leur accès à l'éducation, à la participation politique et à d'autres activités. En outre, les femmes sont plus exposées à l'insécurité alimentaire et à la malnutrition, car elles sont culturellement et socialement censées refuser de la nourriture afin d'en fournir davantage au reste de la famille.

### Participation politique et lois coutumières
La participation des femmes à la vie politique est relativement élevée au Soudan du Sud par rapport à d'autres pays africains. En 2013, 29 % des sièges du parlement sont occupés par des femmes. Toutefois, le nombre de femmes occupant des postes de gouverneur et de ministre est proportionnellement très faible. Les hommes occupent toujours la grande majorité de ces postes gouvernementaux les plus puissants. Par conséquent, les femmes n'ont que peu ou pas de pouvoir de décision dans le secteur privé comme dans le secteur public,. Les hommes et les garçons sont identifiés comme étant ceux qui prennent le plus de décisions au sein du foyer et de leur communauté. Les femmes prennent une décision au nom de l'homme s'il est absent.
De nombreuses lois et pratiques juridiques coutumières maintiennent l'infériorité des femmes. On peut le constater en comparant les lois sur l'adultère et leur mise en œuvre. Les femmes sont condamnées sans preuve substantielle et peuvent être emprisonnées de huit mois à un an. En comparaison, les hommes sont rarement poursuivis. En outre, bien que la violence domestique soit illégale, il est socialement accepté qu'un homme violente sa femme et ils sont rarement accusés de ce crime. 82% des femmes et 81% des hommes sont d'accord pour dire que la violence domestique à l'encontre des femmes « devrait être tolérée afin de préserver l'unité de la famille ».
En 2017, le Soudan du Sud rejoint les Nations Unies et signe la Convention de Genève qui établit de manière transnationale les droits de l'homme. Cependant, le Soudan du Sud ne ratifie pas et ne met pas en œuvre la Convention des Nations unies sur l'élimination de toutes les formes de discrimination à l'égard des femmes : une clause facultative qui institue plus spécifiquement l'égalité des sexes. Néanmoins, le Soudan du Sud dispose de structures juridiques supplémentaires pour promouvoir les droits des femmes. La politique nationale en matière de genre garantit légalement l'égalité et la protection des femmes et des hommes. Cette politique établit également une discrimination positive afin d'assurer la participation des femmes à la vie politique. Elle comporte plusieurs objectifs et stratégies visant à instaurer l'égalité sociale, économique et juridique pour les femmes. Les clauses spécifiques au genre sont les suivantes :
- Les femmes se voient accorder la pleine et égale dignité en tant que personne que les hommes.
- Les femmes ont droit à un salaire égal à celui des hommes pour un travail égal et à d'autres avantages connexes.
- Les femmes ont le droit de participer à la vie publique sur un pied d'égalité avec les hommes.

En outre, le Soudan du Sud adhère au Protocole de Maputo, qui établit que les droits de la femme sont des droits de l'homme.